# Luca De Luca
Luca De Luca (Catanzaro, 26 agosto 1908 – 10 giugno 1987) è stato un politico italiano.

## Biografia
Esponente del Partito Comunista Italiano, fu senatore nella II, III e IV legislatura, restando in carica dal 1953 al 1968.
Nel 1966 De Luca fu espulso dal partito per "indegnità politica e morale" in seguito alle sue dichiarazioni sull'omicidio di Luigi Silipo, un esponente del PCI calabrese ucciso il 1º aprile 1965 e di cui aveva ricevuto le ultime confidenze. Aderisce quindi al gruppo misto del Senato, fino alla scadenza del mandato nel 1968.
Muore all'età di 78 anni nel giugno 1987.